# 양윤기
양윤기(梁允紀, 1974년 5월 22일 ~ )는 전 KBO 리그 태평양 돌핀스, 현대 유니콘스의 야구 선수인 투수이다.

## 출신학교
- 유신고등학교